# Westland Helicopters
Westland Helicopters fu un'azienda di aerospazio britannica, nata nel 1961 dalla Westland Aircraft. Nel 2000 si fonde con l'italiana Agusta per formare la AgustaWestland, che a sua volta diventerà nel 2016 Leonardo-Finmeccanica.

## Storia

### Origini

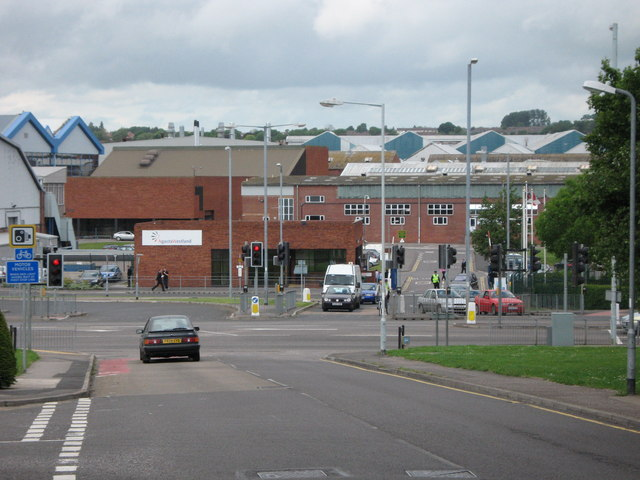
Entrata alla AgustaWestland di Yeovil

Westland Aircraft fu fondata nel 1935 quando la Petters Limited divise la sua divisione di velivoli da quella dei motori. Durante la seconda guerra mondiale produsse velivoli militari come il Lysander, il Whirlwind e il Welkin.
Dopo la guerra iniziò a produrre elicotteri su licenza Sikorsky Aircraft. Negli anni ’50 produsse il  Sikorsky S-51, ovvero il Westland Dragonfly, che volò la prima volta nel 1948 e in uso alla Royal Navy e alla Royal Air Force nel 1953. Westland sviluppò una versione aggiornata il Widgeon. Il Sikorsky S-55 divenne il Whirlwind, e la successiva variante con motore aggiornato Sikorsky S-58 divenne il Wessex.

### Anni '60
Il presidente della società Eric Mensforth dal 1953 al 1968 fece il cambiamento epocale con l’aiuto del Governo britannico che nel 1959-1961 forzò la fusione di circa venti società aeronautiche a raggrupparsi in sole tre realtà. British Aircraft Corporation e Hawker Siddeley Group per I velivoli ad ala fissa, mentre per I velivoli ad ala rotante la Bristol Aeroplane Company, la Fairey Aviation Company e la Saunders-Roe (con gli hovercraft) si fusero assieme alla Westland nella Westland Helicopters, nel 1961.

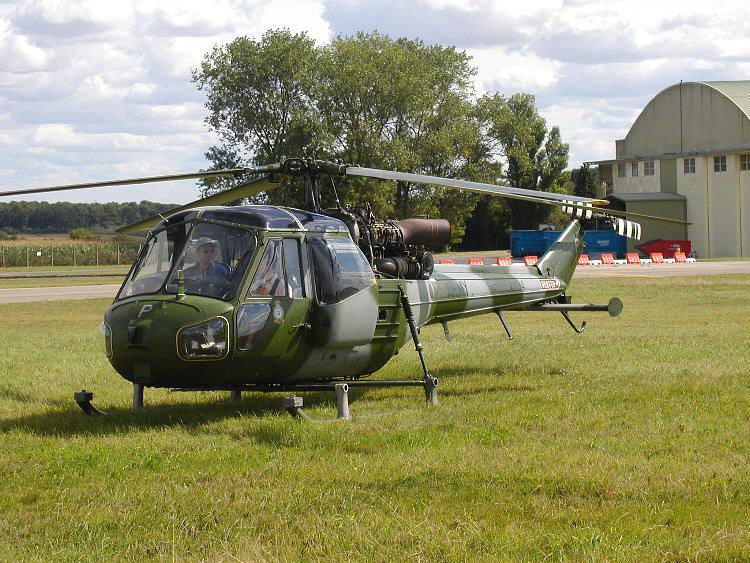
Westland Scout AH.1 (XV134)

Westland ereditò lo Saro Skeeter, sviluppato dal Cierva W.14 Skeeter e dal Fairey Rotodyne. Continuarono lo sviluppo creando il Westland Westminster.
La società continuò a produrre su licenza Sikorsky (Sea King) e Bell Helicopter (Sioux). Poi progettarono e produssero il Westland Scout e la variante navale Westland Wasp dal P.531, per il corpo dell’esercito Army Air Corps e Fleet Air Arm.
Negli anni ’60 inizia la collaborazione con la francese Aérospatiale per disegnare tre nuovi elicotteri, ovvero Aérospatiale Puma, Aérospatiale Gazelle e Westland Lynx, quest’ultimo sarà l’ultimo progetto originale Westland.

### Anni '70
Attraverso la Saunders-Roe, Westland divenne dal 1970 la proprietaria della British Hovercraft Corporation, poi divenuta Westland Aerospace con progetti derivati dalla Saunders-Roe.
Per tanti anni Westland ebbe il possesso dell’eliporto a Battersea.

### Anni '80
Anche se con il support del Governo britannico la società gradualmente entrò in crisi. Sikorsky approcciò il problema con un bail-out deal nel 1985 che fece entrare in crisi il Governo e con le seguenti dimissioni del ministro della difesa Michael Heseltine nel gennaio 1986. L’affare divenne noto come Westland affair, portando l’azienda a rimanere in ambito europeo o diventare della società americana. Venne avallato l’accordo con Sikorsky.
Nel 1984, Westland propose il WG 44 basato sul Lynx, con tecnologie derivate dal SUPERVISOR e dal  PHOENIX UAS risalenti alle progettazioni del 1977-1983.
Nel 1987, in parallelo con l’ Agusta A129 supportato da Westland, Fokker, Messerschmitt-Bölkow-Blohm e CASA, il suo WG 47 fu completato nello sviluppo come accordo privato confidenziale tra le società.
Questo determinò che il Boeing–Sikorsky RAH-66 Comanche presentato nel 1995 fu poi cancellato nel 2004, mentre la forma della fusoliera fu utilizzata per l’NH90.

### Anni '90
In questo periodo la società acquisisce contratti dal Ministry of Defence del Regno Unito per l’EH101 Merlin e per 67 esemplari del Boeing AH-64 Apache costruito su licenza col nome Westland WAH-64.

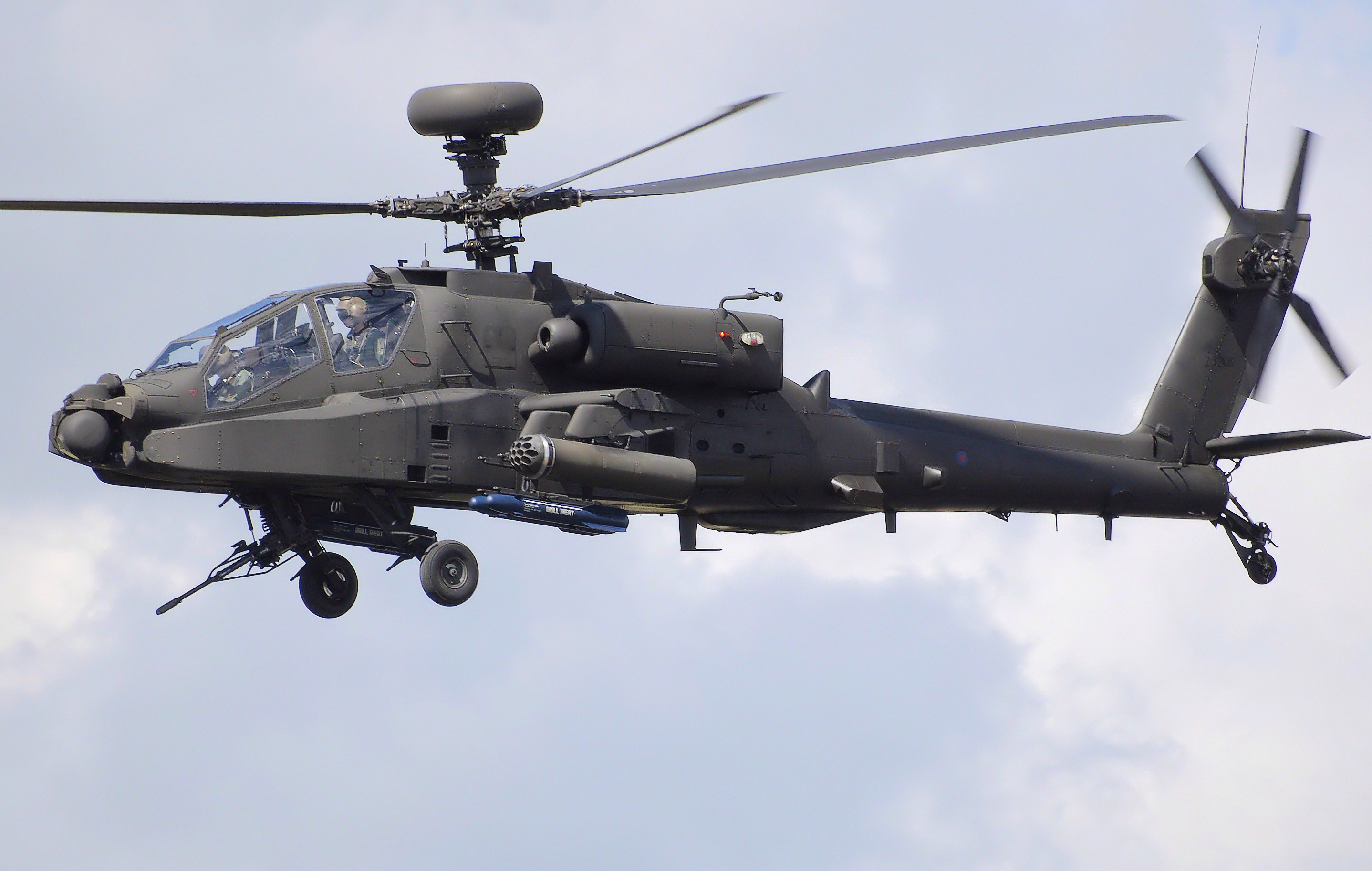
Army Air Corps Westland Apache WAH-64D Longbow in mostra a un airshow

GKN comprò Westland nel 1988, acquistando azioni dalla Hanson plc. Comprarono le azioni detenute anche dalla Fiat, assumendo il controllo completo della società. Nel 1994, Westland divenne una sussidiaria a controllo completo del Gruppo GKN. Venne poi fusa con la società  di Finmeccanica, Agusta elicotteri nel 2000 creando la AgustaWestland e nel 2004, Finmeccanica S.p.A. acquista le azioni GKN della joint venture, assumendone il pieno controllo.

## Musei
Il sito Westland di Weston-super-Mare ospita il The Helicopter Museum con diversi esemplari esposti.

## Prodotti

### Elicotteri
- WS-51 - Westland Dragonfly
- WS-55 - Westland Whirlwind
- Westland Widgeon
- WG-58 - Westland Wessex

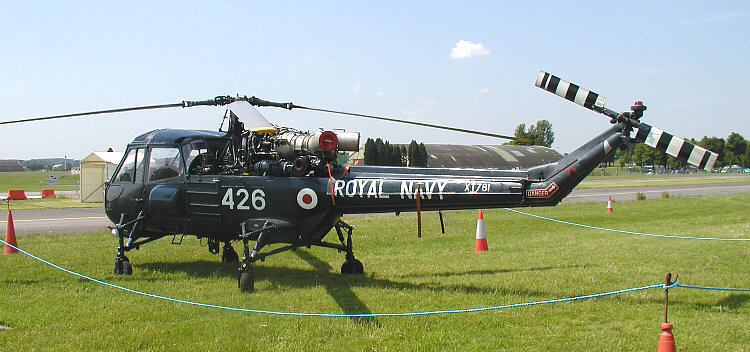
Westland Wasp HAS.1.

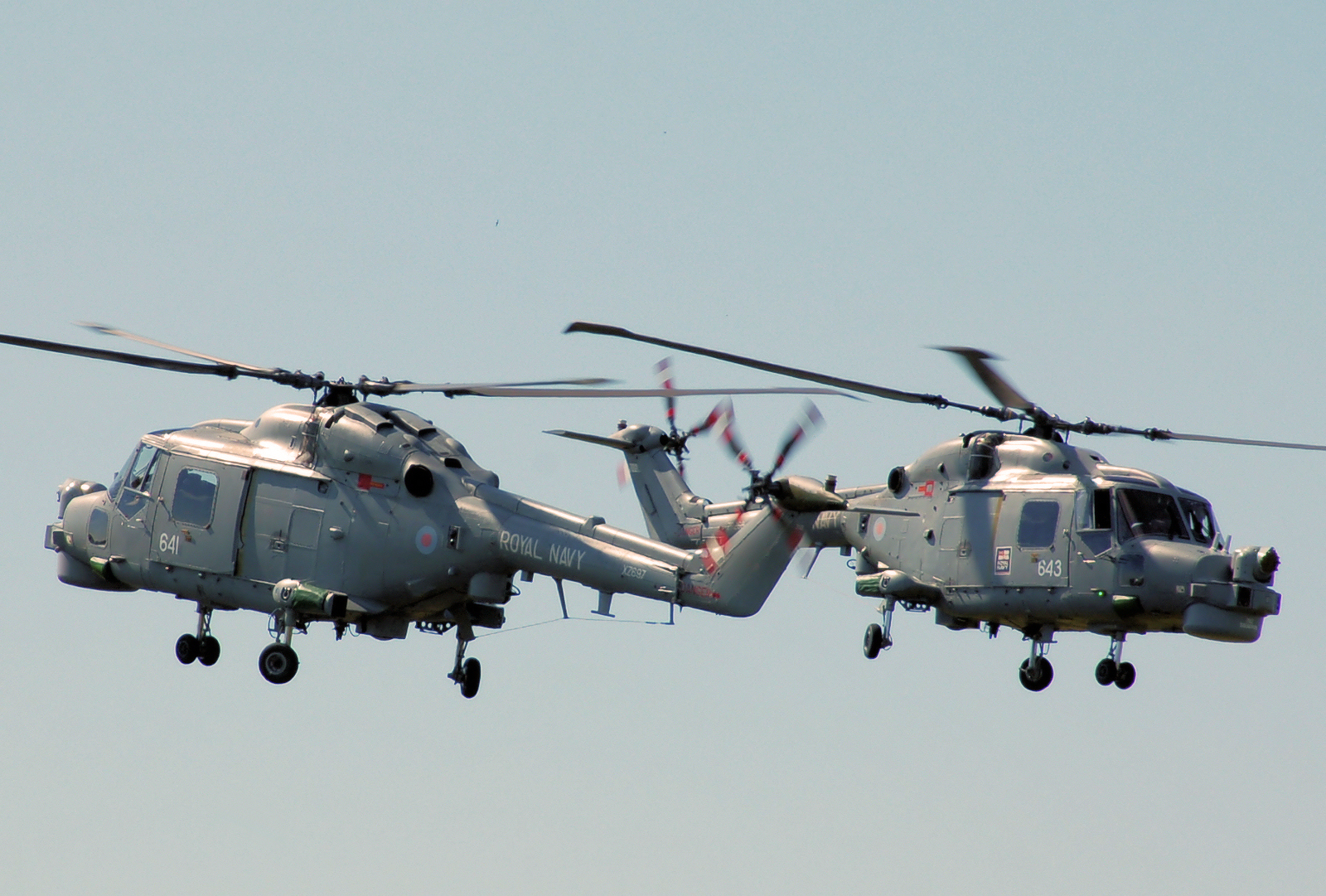
Westland Lynx della squadra Black Cats (Royal Navy)

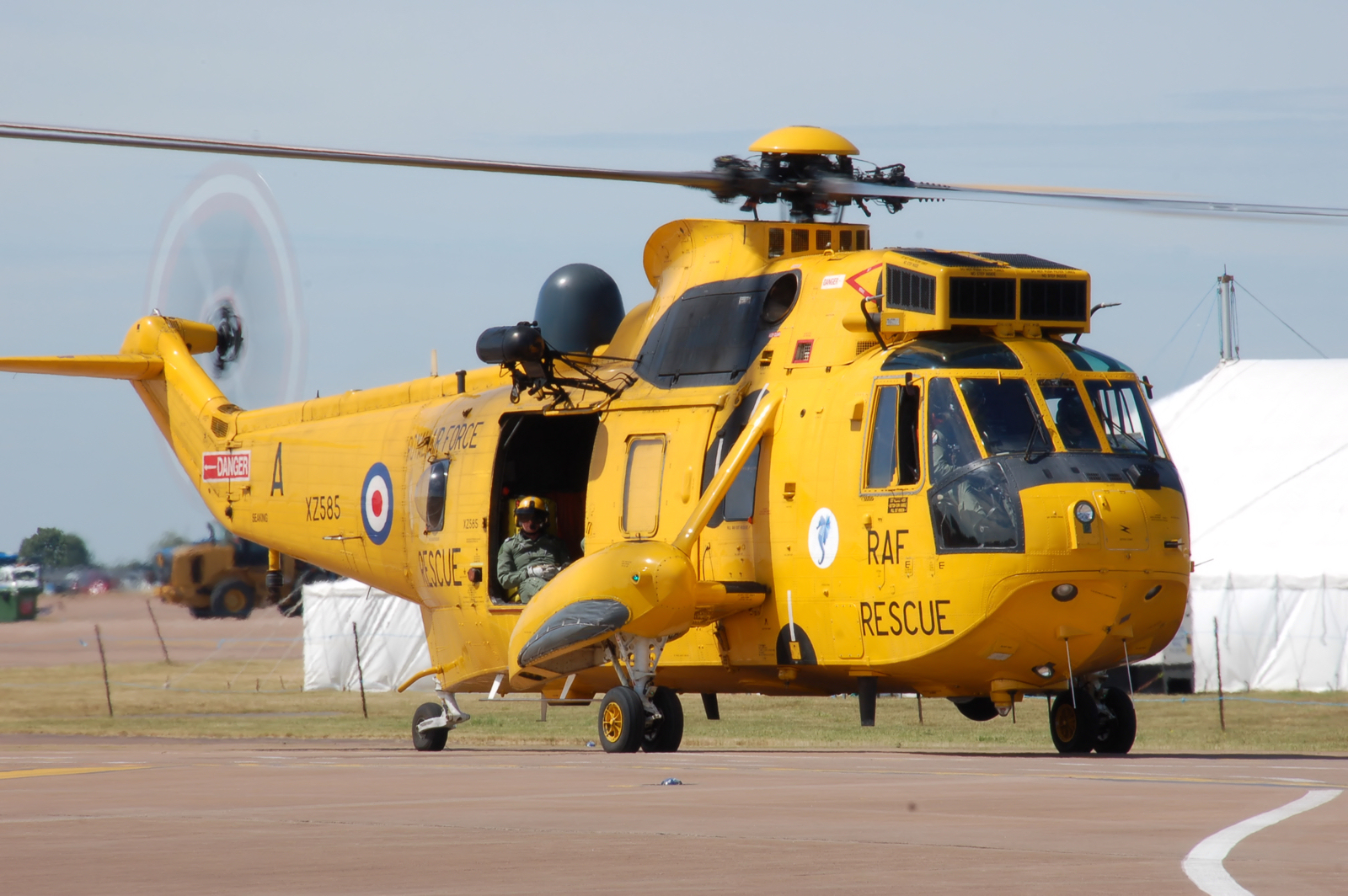
RAF Westland Sea King

- Westland Westminster (1958) – prototipo
- Westland Scout
- Westland Wasp
- Westland Sioux
- WS-61 - Westland Sea King
- Westland Puma
- Westland Gazelle
- WG.13 - Westland Lynx
- WG.30 - Westland 30
- EHI EH101
- Westland WAH-64 Apache
- Bristol Belvedere
- Fairey Rotodyne

### Hovercraft
- GKN Westland AP1-88

### Razzi e missili
- Black Arrow

### Trasmissioni
- Airship Industries Skyship 500 - transmission system